# محمود أباد (حومة بم)
محمود أباد (بالفارسية: محمودآباد) هي قرية تقع في إيران في منطقة مركزية ريفية. يقدر عدد سكانها بـ 76 نسمة متوزعين على 19 عائلة بحسب إحصاء رسمي عام 2006.